# Monroyo (kommunhuvudort)
Monroyo är en kommunhuvudort i Spanien.   Den ligger i provinsen Provincia de Teruel och regionen Aragonien, i den östra delen av landet, 300 km öster om huvudstaden Madrid. Monroyo ligger 876 meter över havet och antalet invånare är 316.
Terrängen runt Monroyo är huvudsakligen kuperad, men den allra närmaste omgivningen är platt. Runt Monroyo är det mycket glesbefolkat, med 5 invånare per kvadratkilometer. Närmaste större samhälle är Mas de las Matas, 18,2 km väster om Monroyo. Trakten runt Monroyo består till största delen av jordbruksmark.